# Danh sách hãn Sát Hợp Đài
Dưới đây là danh sách các hãn của Hãn Quốc Sát Hợp Đài từ khi Sát Hợp Đài được thừa hưởng các vùng đất cai trị cho đến khi bị người Chuẩn Cát Nhĩ và chư hầu của họ tiêu diệt năm 1687. Quyền lực của người Sát Hợp Đài thay đổi liên tục; ngay từ đầu thì hãn quốc đã là một trong những nhà nước Mông Cổ yếu nhất, một vài trong số các hãn được dựng lên bởi những nhà chinh phạt xung quanh như Hải Đô hoặc Thiếp Mộc Nhi.
Lưu ý: Danh sách này không liệt kê đầy đủ do một số nhà nước kế nhiệm Hãn quốc Sát Hợp Đài quá nhỏ và không thực sự quan trọng.

## Hãn Sát Hợp Đài
| Hãn (Sinh – mất) | Thời gian cai trị                              |
| --- | ---------------------------------------------- |
| Sát Hợp Đài جغتای (22 tháng 12 năm 1183 – 1 tháng 7 năm 1242) | 18 tháng 8 năm 1227 – Trước 1 tháng 7 năm 1242 |
| Hà Lạt Húc Liệt قارا ہلاکو (? – 1252) | 1 tháng 7 năm 1242 – 1246                      |
| Dã Tốc Mông Kha یہسو مونکو (? – 1252) | 1246 – 1252                                    |
| Hà Lạt Húc Liệt (lần 2) قارا ہلاکو (? – 1252) | 1252                                           |
| Mubarak Shah مبارک شاه Mẹ là Ô Lỗ Hốt Nãi nhiếp chính trong thời gian ông trị vì (? – 1272) | 1252 – 1260                                    |
| A Lỗ Hốt الغو (? – 1252) | 1260 – 1265                                    |
| Mubarak Shah (lần 2) مبارک شاه (? – 1272) | 1265                                           |
| Bát Lạt یہسو مونکو (? – 1271) | 1266 – 1270/1271                               |
| Hải Đô và con ông là Sát Bát Nhi cai trị với tư cách là các hãn trên thực tế của Hãn quốc Sát Hợp Đài từ 1270/1271 đến 1314. Các hãn Sát Hợp Đài trong thời kỳ này đều do họ dựng lên nhưng vẫn có những cuộc nổi loạn từ những hãn này nhằm cố gắng thoát ra khỏi sự kiểm soát của hai cha con Hải Đô.                                                     |                                                |
| Niếp Cổ Bá نہگوبائی Dưới quyền Hải Đô (? – 1271/1272) | 1270/1271 – 1271/1272                          |
| Bất Cáp Thiếp Mộc Nhi بغا تیمور بن قداقچی Dưới quyền Hải Đô (? – 1282) | 1271/1272 – 1282                               |
| Đô Oa دووا Dưới quyền Hải Đô và Sát Bát Nhi (? – 1307) | 1282 – 1306                                    |
| Các hãn Sát Hợp Đài khôi phục lại quyền cai trị tự chủ. |                                                |
| Đô Oa دووا (? – 1307) | 1306 – 1307                                    |
| Khoan Đồ کونچہک (? – 1308) | 1307 – 1308                                    |
| Tháp Lý Hốt تالقو بن قداقچی (? – 1309) | 1308 – 1309                                    |
| Khiếp Biệt قبق بن دووا (? – 1325/1326) | 1309 – 1310                                    |
| Dã Tiên Bất Hoa I ایشان بغا (? – 1319) | 1310 – 1318/1319                               |
| Khiếp Biệt (lần 2) قبق بن دووا (? – 1325/1326) | 1318/1319 – 1325/1326                          |
| Yên Chỉ Cát Đài ? (? – 1329) | 1325/1326 – 1329                               |
| Đốc Lai Thiếp Mộc Nhi دووا تیمور (? – 1330) | 1329 – 1330                                    |
| Đáp Nhi Ma Thất Lý دووا تیمور (? – 1334) | 1330 – 1334                                    |
| Bất Tán بوزان (? – 1334) | 1334                                           |
| Sưởng Thất چانگشی (? – 1338) | 1335 – 1338                                    |
| Dã Tôn Thiếp Mộc Nhi یسون تیمور (? – 1342?) | 1338 – 1342                                    |
| Ali Sultan علی سلطان (? – 1342?) | 1342                                           |
| Muhammad I ibn Pulad محمد ابن پلاد (? – 1343) | 1342 – 1343                                    |
| Hợp Tán محمد ابن پلاد (? – 1346) | 1343 – 1346                                    |
| Cái chết của Hợp Tán đánh dấu sự kết thúc quyền lực trên thực tế của các hãn Sát Hợp Đài cùng với tước hiệu ulus; các hãn sau này chỉ cai trị hãn quốc trên danh nghĩa. Gia Tư Hãn tự xưng tước vị Amir và để hợp pháp hóa tước vị này thì ông trao tước hiệu hãn của Hãn quốc Sát Hợp Đài cho nhánh hậu duệ của Thành Cát Tư Hãn do chính ông này chọn ra. |                                                |
| Đáp Thất Man Sát دانشمندجی Dưới quyền Gia Tư Hãn (? – 1348) | 1346 – 1348                                    |
| Dưới quyền Amir Gia Tư Hãn, Hãn quốc Sát Hợp Đài dẫn biến thành một liên minh lỏng lẻo giữa các bộ lạc với nhau. Điều này dẫn đến sự phân chia hãn quốc thành hai nửa là Tây Sát Hợp Đài Hãn quốc và Đông Sát Hợp Đài Hãn quốc (còn được biết đến với cái tên Monghulistan) dưới quyền Thốc Hốt Lỗ Thiếp Mộc Nhi.                                           |                                                |

1. ↑  Ông lấy tên là Ghiyas-ud-din sau khi cải sang đạo Hồi .
2. ↑  Ông lấy tên là Ala-ad-din sau khi cải sang đạo Hồi.

## Hãn Tây Sát Hợp Đài và Đông Sát Hợp Đài (Monghulistan)
| Tây Sát Hợp Đài | Đông Sát Hợp Đài (Monghulistan)                                    |
| --- | ------------------------------------------------------------------ |
| Bái Diên Hốt Lý بیان قلی Dưới quyền Gia Tư Hãn và con trai ông này là Abdullah 1348 – 1358 | Thốc Hốt Lỗ Thiếp Mộc Nhi تغلق تیمور 1347 – 1360                   |
| Thiếp Mộc Nhi Sa بیان قلی Dưới quyền Abdullah 1358 | Thốc Hốt Lỗ Thiếp Mộc Nhi تغلق تیمور 1347 – 1360                   |
| Thốc Hốt Lỗ Thiếp Mộc Nhi تغلق تیمور Các bộ lạc Sát Hợp Đài nổi dậy chống lại Abdullah buộc người đứng đầu tộc Qara'unas phải rút lui, tuy nhiên liên minh giữa người Suldus dưới quyền Bố Diên Tô Nhĩ Đỗ Tư và người Barlas dưới quyền Hajji Beg tan rã, khiến Sát Hợp Đài rơi vào tình trạng vô chủ. Khoảng trống quyền lực này cho phép Thốc Hốt Lỗ Thiếp Mộc Nhi tiến vào cai trị Tây Sát Hợp Đài mà không gặp quá nhiều sự phản kháng, ngoại trừ sự phản kháng của Hajii Bay khi ông này cố gắng chạy trốn khỏi Sát Hợp Đài.. Thốc Hốt Lỗ Thiếp Mộc Nhi sau đó chọn Thiếp Mộc Nhi làm thủ lĩnh tộc Barlas và quay trở về kinh đô. Tuy vậy ông lại quay trở về vào năm sau nhằm loại bỏ hầu hết các Amir và củng cố quyền lực của mình trên các vùng lãnh thổ vừa mới chiếm được (ý chỉ Tây Sát Hợp Đài). Ông cho xử tử nhiều Amir, bao gồm cả Amir Bayazid và Bố Diên Tô Nhĩ Đỗ Tư. Con của Abdullah là Amir Husayn trở thành vị Thủ lĩnh mới của bộ lạc Qara'unas. Ông này sau đó nổi dậy chống lại hãn nhưng không thành công, tuy nhiên Husayn vẫn có thể trở về nước bất chấp việc vị hãn của Sát Hợp Đài vẫn còn sống. Thốc Hốt Lỗ Thiếp Mộc Nhi bổ nhiệm con của mình là Ilyas Khoja làm phó hãn Sát Hợp Đài trước khi rời khỏi thủ đô của hãn quốc. Sự cai trị tàn bạo của người Moghuls lên khu vực gây nên sự bất bình đối với các bộ tộc khác, gồm cả Amir Husayn của tộc Qara'unas và Thiếp Mộc Nhi của tộc Barlas. Họ liên minh với nhau và sau đó đánh bại với liên quân của Ilyas Khoja cùng với các bộ tộc trung thành với ông này. Không lâu sau đó thì Thốc Hốt Lỗ Thiếp Mộc Nhi mất và Ilyas Khoja quay trở về cai trị vùng Monghulistan. Liên minh bộ lạc mới này sau đó chọn Adil-Sultan làm hãn trên danh nghĩa của Hãn quốc Tây Sát Hợp Đài. 1361 – 1363 |                                                                    |
| Adil-Sultan عادل سلطان Dưới quyền Liên minh bộ tộc của Amir Husayn và Amir Thiếp Mộc Nhi 1363 | Ilyas Khoja الیاس خوجہ 1363 – 1368                                 |
| Khabul Shah خابول شاہ Dưới quyền của Amir Husayn 1364 – 1370 | Qamar-ud-din Khan Dughlat قمر الدین خان دغلت Tiếm ngôi 1368 – 1392 |
| Thích Ô Nhân Hải Mê Thất ? Dưới quyền của Amir Thiếp Mộc Nhi 1370 – 1388 | Qamar-ud-din Khan Dughlat قمر الدین خان دغلت Tiếm ngôi 1368 – 1392 |
| Sultan Mahmud Khan سلطان محمود خان Dưới quyền của Amir Thiếp Mộc Nhi. Cái chết của ông đánh dấu sự kết thúc của nhánh Sát Hợp Đài ở Transoxiana, những người từ lâu đã là các lãnh tụ bù nhìn, kéo théo đó là sự trỗi dậy của nhà Timur. 1388 – 1402 | Khizr Khoja خضر خوجہ 1389 – 1399                                   |

## Hãn Monghulistan[a]
| Hãn (Sinh – mất)                                                | Thời gian cai trị |
| --------------------------------------------------------------- | ----------------- |
| Shams-i-Jahan شمس جہان (? – 1408)                               | 1399 – 1408       |
| Muhammad Khan محمد خان (? – 1415)                               | 1408 – 1415       |
| Naqsh-i-Jahan نقش جہان (? – 1418)                               | 1415 – 1418       |
| Uwais Khan (lần 1) نقش جہان (? – 1429)                          | 1418 – 1421       |
| Sher Muhammad شیر محمد (? – 1425)                               | 1421 – 1425       |
| Uwais Khan (lần 2) نقش جہان (? – 1429)                          | 1425 – 1429       |
| Satuq Khan ستوق خان (? – 1434)                                  | 1429 – 1434       |
| Dã Tiên Bất Hoa II ایشان بغا ثانی (? – 1438)                    | 1429 – 1462       |
| Monghulistan bị phân chia thành 2 nửa Đông và Tây Monghulistan. |                   |

1. ↑  Danh sách này tiếp nối phần danh sách các hãn Đông Sát Hợp Đài đã được liệt kê ở bên trên.

## Hãn Đông và Tây Monghulistan
| Tây Monghulistan | Đông Monghulistan                              |
| --- | ---------------------------------------------- |
| Yunus Khan (Vũ Nô Tư) یونس خان 1456/1462 – 1469 | Dost Muhammad Khan دوست محمد خان 1462 – 1468/9 |
| Yunus Khan (Vũ Nô Tư) یونس خان 1456/1462 – 1469 | Kebek Sultan قبق سلطان 1469                    |
| Yunus Khan (Vũ Nô Tư) یونس خان 1469 – 1482 |                                                |
| Mahmud Khan محمود خان 1487 – 1508 | Ahmad Alaq احمد الاچ 1487 – 1503               |
| Mahmud Khan محمود خان 1487 – 1508 | Mansur Khan منصور خان 1503 – 1508              |
| Mansur Khan منصور خان 1508 – 1514 |                                                |
| Sultan Sa'id Khan سلطان سعید خان 1514 – 1533 | Mansur Khan منصور خان 1514 – 1534              |
| Abdur-Rashid Khan عبد الرشید خان 1533 – 1560 | Shah Khan شاہ خان 1543 – 1560/1565/1570        |
| Abdur-Rashid Khan (Yarkand) عبد الکریم خان 1560 – 1591 | Abul Muhammad Khan (Thổ Lỗ) ابوالمحمد خان 1570 |
| Abdur-Rashid Khan (Yarkand) عبد الکریم خان 1560 – 1591 | Sufi Khan (Thổ Lỗ) خان صُوفِيّ‎ 1570               |
| Abdur-Rashid Khan (Yarkand) عبد الکریم خان 1560 – 1591 |                                                |
| Muhammad Sultan (Yarkand) عبد الرشید خان 1592 – 1609 |                                                |
| Shudja ad Din Ahmad Khan (Yarkand) شجاع الدین احمد خان 1609 – 1618 |                                                |
| Sultan Sa'id Khan sau khi đánh bại Mirza Abu Bakr Dughlat đã thành lập nên liên minh 6 thành phố hay còn được biết đến với tên gọi là Altishaher, một liên minh thu nhỏ hơn nhiều của nhà nước Tây Moghulistan. Thời bấy giờ thì nửa phía Tây Mongulistan còn được gọi với cái tên khác là Kashgar trong khi nửa phía Đông còn được gọi là Hồi Hột. Trong thời kỳ cai trị của Abdur-Rashid Khan thì một học giả người Sufi thuộc tộc Naqshbandi là Ahmad Kasani (1462–1542), được biết với đến với biệt hiệu Makhdum-i-Azam (Đại Thủ lĩnh), đặt chân tới Khách Thập trong chuyến hành trình từ Samarkand. Con cháu của ông, còn được biết đến là các Makhdum Zadas và mang danh hiệu "Khoja", sẽ đóng một vai trò quan trọng trong vòng 4 thế kỷ kế tiếp. Con trưởng của Makhdum là Muhammad Amin, còn được biết đến với cái tên Khoja Kalon (m. 1598) là người sáng lập nên nhánh Sufi Ishkiyya của Nakshbandi Khojagan, con của ông là Muhammad Yūsuf (m. 1653) đặt chân đến Kashgar và được Abdullah Khan phép đi đến quê hương của vợ ông là Bashkerim vào năm 1638. Con của Nuhannad Yusuf là Khoja Hidayatullah hay còn được biết với cái tên phổ bến hơn là Afaq Khoja cùng với đệ tử của ông, những người được gọi là Aq Taghliks, hay còn được gọi với cái tên khác là "Bạch Sơn" (do họ nằm gần vùng núi Thiên Sơn). Con thứ hai của Makhdum là Muhammad Ishaq Wali (m.1594) tìm ra giáo phái Ishaqiya Sufi của vùng Nakshbandi Khojagan cùng với những người ủng hộ mình tại Yarkand. Nhóm người này được biết đến với cái tên Qara Taghliks, tức "Hắc Sơn", nằm gần các dãy núi như Pamir, Karakoram hay Côn Lôn. Lúc này vùng Kashgar bị chia ra làm các thị quốc nhỏ hơn, với các Khoja đối địch nhau sau năm 1570. |                                                |

1. ↑  Là Hãn của xứ Aksu trong các năm 1521–1533.
2. ↑  Là Hãn xứ Turpan những năm 1588–1591.

| Hãn (Sinh – mất) | Thời gian cai trị         | Ghi chú |
| --- | ------------------------- | --- |
| Kuraysh Sultan (? – 1619) | 1618/1619                 | Con của Yunus Sultan, cháu của Abdurashid Khan, chỉ cai trị 9 ngày trước khi bị giết. (?) |
| Abd al-Latif Afak Khan (1605 – 1631) | 1618/1619 – 1630/1631     | Con trai thứ hai của Shudja ad-Din Ahmad Khan. Cai trị khi chi mới 13 tuổi. |
| Sultan Ahmad Pulat Khan (? – 1638/1639/1640) | 1630/1631 – 1633/1632     | Con trưởng của Timur Sultan. |
| Mahmud Qilich Sultan Khan (? – 1635/1636) | 1633 – 1635/1636          | Con tri thứ hai của Timur Sultan, bị hạ độc năm 1636 bởi thủ lĩnh phe Kara Taghlik là Khoja Yahiya. |
| Sultan Ahmad Pulat Khan (? – 1638/1639/1640) | 1635/1636 – 1639/1638     | Con trưởng của Timur Sultan. Phục vị nhờ thủ lĩnh phe Kara Taghlik là Khoja Yahiya, người sau này được giao quản lý làng Guma gần Khotan ngày nay. Thoái vị năm 1638/1639 theo ý định của các emir vùng Kashgar và Yarkand để nhường ngôi cho Abdullah Khan. Khoảng 1 – 2 năm sau thì ông mất |
| Abdullah Khan (? – 30 tháng 10 năm 1675?) | 1638/1639 – 1669          | Con cả của Abduraim Khan, tức cháu của Abdur-Rashid Khan. Bị trục xuất bởi các thủ lĩnh người Kashgar Yarkand năm 1669. Sông lưu vong, mất và chôn cất tại Ấn Độ. |
| Nur ad-Din Sultan (? – 1668) | 1667 – 1668               | Con út của Abdullah Khan. Cai trị 1 năm nhờ sự giúp sức của các Kara Yanchuks, các nhóm lính đánh thuê của người Chuẩn Cát Nhĩ và người Kyrgyz. Mất do uống rượu quá nhiều. |
| Ismail Khan (? – 1680) | 1667/1669                 | Con trai thứ 5 của Abduraim Khan, tức cháu của Abdurashid Khan. Là người thuộc giáo phái Kara Taghlik. Tuyên bố là hãn ở Asku năm 1669 sau khi Abdullah Khan chạy trốn đền Ấn Độ. |
| YuIbars Khan (? – 1668/1670) | 1668/1669 – 1668/1670     | Con cả Abdullah Khan. , là đệ tử thuộc giáo phái Ak Taghlik. Bị giết năm 1668/1670 bởi Erka Bek theo phe người Chuẩn Cát Nhĩ |
| Abd al Latif Sultan (? – 1670) | 1670                      | Con của Yulbars Khan, lên ngôi nhờ sự giứp sức từ phe Ak Taghliks. Bọ giết năm 1670 bởi người của phe Kara Taghliks cùng với các người con của ông. |
| Ismail Khan (? – 1680) | 2 tháng 4 năm 1670 – 1680 | Phục vị bởi người của phe Kara Taghliks. Trục xuất Appak Khoja và con của ông này là Yahia Khoja không lâu sau khi ông lên ngôi. Năm 1678, ông bị người Chuẩn Cát Nhĩ bắt giữ và mất gần thung lũng sông Ili vào năm 1680.                                                                    |
| Abd ar-Rashid Khan II (Thế kỷ 17) | 1678/1680 – 1682          | Con cả của Sultan Said Baba Khan, được dựng lên bởi người Chuẩn Cát Nhĩ. Bị Appak Khoja lật đổ vào năm 1682. Sống lưu vong và mất tại nhà Thanh. |
| Muhammad Imin Khan (? – 1692) | 1682 – 1692               | Con thứ của Sultan Said Baba Khan. Trở về từ Turpan và trở thành hãn Yarkent khi anh cả bị lật đổ. Mất trong trận chiến với Appak Khoja. |
| Appak Khoja (? – 1694) | 1692 – 1694               | Trở thành Hãn xứ Yarkand và Kashgar sau cái chết của Muhammad Imin Khan. Trục xuất thủ lĩnh phe Kara Taghlik là Khoja Daniyal tới Kashmir. |
| Yahiya Khoja (? – 1695) | 1692 – 1695               | Trở thành hãn bởi Appak Khoja. Bị giết bởi Hanim Padsha năm 1695. |
| Hanim Padsha (? – 1695) | 1695                      | Chị của Muhammad Imin Khan. Giết Yahiya Khoja năm 1695 và mất cũng trong cùng năm này. |
| Muhammad Mumin Khan (? – 1700/1705) | 1695/1700 – 1700/1705     | Con út của Sultan Said Baba Khan, chắt nội của Abdurashid Khan. Đệ tử phái Kara Taghliks và cho gọi thủ lĩnh phe này là Khoja Daniyal từ Kashmir nhằm chống phe Ak Taghliks và người Chuẩn Cát Nhĩ. Chạy trốn tới Ấn Độ và sống nương náu trong triều đình của Aurangzeb.                     |
| Phần còn lại của Hãn quốc nhanh chóng bị chia thành hai phe phái đối địch nhau: Khojas- Ak Taghliks thân Chuẩn Cát Nhĩ kiểm soát xứ Kashgar và đưa Ahmad Khoja, con của Yahiya Khoja, lên trở thành Hãn; Kara Taghliks thì kiểm soát xứ Yarkand và đưa Khoja Daniyal lên làm Hãn. Điều này khiến cho Hãn quốc Yarkent rơi vào một cuộc nội chiến giữa các hãn xứ Kashgar và Yarkand. Từ năm 1713 trở đi, các hãn Yarkant cai trị Altishar (liên minh 6 thành phố) trở nên phụ thuộc vào Hãn quốc Chuẩn Cát Nhĩ dưới sự trị vì của Tsewang Rabtan và phải thường xuyên phải nộp triều cống bằng tiền mặt. Năm 1752, Altishar khôi phục được độc lập cho mình sau cuộc nổi dậy chống lại người Chuẩn Cát Nhĩ dưới sự lãnh đạo của Khoja Yusup, con của Khoja Daniyal và là thủ lĩnh phe Kara Taghlik. Năm 1755, các con của Ahmad Khoja (con của Appak Khoja) được người Thanh giải cứu khỏi tay người Chuẩn Cát Nhĩ gần thung lũng sông Ili. Sau đó, họ được đưa về Altishar nhằm đưa liên minh này nằm dưới tay của nhà Thanh. Sau đó thì một cuộc nội chiến khốc liệt lại tiếp tục diễn ra với thắng lợi cho phe Kara Taghliks vào năm 1756 và hãn quốc đã bất phục tùng nhà Thanh. 3 năm sau đó hãn quốc bị chinh phục bởi nhà Thanh và được họ tái tổ chức lại thành tỉnh Nam Lộ (phân biệt với tỉnh Bắc Lộ được thành lập vào năm 1765 bởi nhà Thanh trên lãnh thổ của Hãn quốc Chuẩn Cát Nhĩ cũ) vào năm 1760. |                           | |

| Hãn (Sinh – mất) | Thời gian cai trị | Ghi chú                                                         |
| --- | ----------------- | --------------------------------------------------------------- |
| Koraish Sultan (? – 1592) | 1570 – 1588       | Con của Abdurashid Khan. Sống lưu vong ở Ấn Độ cho đến lúc mất. |
| Muhammad Sultan (1538 – 1610) | 1592 – 1610       | Con trai thứ 5 của Abdurashid Khan.                             |
| Abduraim Khan (?) | 1591 – 1636       | Con út của Abdurashid Khan.                                     |
| Muhammad Khashim Sultan (?) | 1608 – 1610       | Con của Khudabende Sultan, tức cháu của Koraish Sultan.         |
| Abdullah Khan (?) | 1636 – 1638       | Con cả của Abduraim Khan.                                       |
| Abu'l Muhammad Khan (?) | 1636 – 1653       | Con của Abduraim Khan.                                          |
| Sultan Said Baba Khan (? – 1680) | 1653              | Con thứ 4 của Abduraim Khan.                                    |
| Ibrahim Sultan (?) | 1653 – 1655       | Con của Abduraim Khan.                                          |
| Sultan Said Baba Khan (Tái lập) (? – 1680) | 1655 – 1680       |                                                                 |
| Abd ar-Rashid Khan II (? – 1678) | 1680 – 1682       | Con cả của Sultan Said Baba Khan.                               |
| Muhammad Imin Khan (? – 1692) | 1682 – 1690       | Con thứ hai của Sultan Said Baba Khan.                          |
| Hãn quốc sau đó bị nhập bởi hãn quốc Chuẩn Cát Nhĩ, nền quân chủ sau này vẫn tồn tại với tư cách là người cai trị Hãn quốc bán tự trị mang tên Cáp Mật cho đến năm 1930, khi thành viên cuối cùng của nhà Bột Nhĩ Chỉ Cân là Maqsud Shah mất. |                   |                                                                 |